# ラファエル・マーティン
ラファエル・マーティン・ロメロ（Rafael Martin Romero, 1984年5月16日 - ）は、アメリカ合衆国カリフォルニア州ロサンゼルス郡サンフェルナンド出身の元プロ野球選手（投手）。右投右打。

## 経歴

### プロ入り前
生まれはアメリカ合衆国だが、少年時代は7年生時までメキシコで過ごしている。高校時代はMLBドラフトでは指名されず、卒業後は建築関係の仕事などで生計を立てていた。

### メキシカンリーグ時代
2007年にトライアウトを経てメキシカンリーグのサルティーヨ・サラペメーカーズと契約し、2009年までプレーした。

### ナショナルズ時代
2010年にワシントン・ナショナルズとマイナー契約を結んだ。この年は傘下のAA級ハリスバーグ・セネターズでプレーし、47試合に登板して5勝4敗・防御率3.61・58奪三振の成績を残した。
2011年はA+級ポトマック・ナショナルズとAA級ハリスバーグでプレーし、2球団合計で38試合に登板して5勝1敗13セーブ・防御率1.65・54奪三振の成績を残した。オフにはアリゾナ・フォールリーグに参加し、スコッツデール・スコーピオンズに所属した。
2012年はルーキー級ガルフ・コーストリーグ・ナショナルズ、AA級ハリスバーグ、AAA級シラキュース・チーフスでプレーし、3球団合計で30試合に登板して1勝0敗・防御率6.69・33奪三振の成績を残した。
2013年はルーキー級ガルフ・コーストリーグ・ナショナルズとA+級ポトマックでプレーし、2球団合計で21試合に登板して0勝0敗2セーブ・防御率0.87・39奪三振の成績を残した。
2014年はA+級ポトマック、AA級ハリスバーグ、AAA級シラキュースでプレーし、3球団合計で38試合に登板して1勝2敗11セーブ・防御率1.39・66奪三振の成績を残した。
2015年は招待選手としてメジャーのスプリングトレーニングに参加。開幕はAAA級シラキュースで迎えたが、4月14日にメジャー契約を結んで25人枠入りすると、翌15日のボストン・レッドソックス戦でメジャーデビュー。この試合では2回を無失点、5者連続奪三振をマークしているが、30歳以上の救援投手がデビュー戦で5奪三振は歴代初の記録である。この年メジャーでは13試合に登板して2勝0敗・防御率5.11・25奪三振の成績を残した。
2016年は8試合に登板して0勝0敗・防御率2.45・5奪三振の成績を残した。オフの11月2日に「侍ジャパン 野球オランダ代表 野球メキシコ代表 強化試合」のメキシコ代表に選出された。
2017年はマイナー・オプションでAAA級シラキュースに所属していたが、6月5日にDFAとなり40人枠から外れ、9日にマイナー契約で改めてAAA級シラキュースに配属された。

### メキシカンリーグ復帰
2018年3月27日にメキシカンリーグのサルティーヨ・サラペメーカーズと契約した。

## 人物
2021年6月にギラン・バレー症候群に罹患した。

## 詳細情報

### 年度別投手成績
| 年 度     | 球 団     | 登 板 | 先 発 | 完 投 | 完 封 | 無 四 球 | 勝 利 | 敗 戦 | セ 丨 ブ | ホ 丨 ル ド | 勝 率 | 打 者 | 投 球 回 | 被 安 打 | 被 本 塁 打 | 与 四 球 | 敬 遠 | 与 死 球 | 奪 三 振 | 暴 投 | ボ 丨 ク | 失 点 | 自 責 点 | 防 御 率 | W H I P |
| --------- | --------- | ----- | ----- | ----- | ----- | -------- | ----- | ----- | -------- | ----------- | ----- | ----- | -------- | -------- | ----------- | -------- | ----- | -------- | -------- | ----- | -------- | ----- | -------- | -------- | ------- |
| 2015      | WSH       | 13    | 0     | 0     | 0     | 0        | 2     | 0     | 0        | 0           | 1.000 | 56    | 12.1     | 12       | 4           | 5        | 0     | 1        | 25       | 0     | 0        | 9     | 7        | 5.11     | 1.38    |
| 2016      | WSH       | 8     | 0     | 0     | 0     | 0        | 0     | 0     | 0        | 0           | ----  | 12    | 3.2      | 0        | 0           | 1        | 0     | 0        | 5        | 0     | 0        | 1     | 1        | 2.45     | 0.27    |
| 通算：2年 | 通算：2年 | 21    | 0     | 0     | 0     | 0        | 2     | 0     | 0        | 0           | 1.000 | 68    | 16.0     | 12       | 4           | 6        | 0     | 1        | 30       | 0     | 0        | 10    | 8        | 4.50     | 1.13    |

- 2016年度シーズン終了時

### 背番号
- 52 （2015年）
- 53 （2016年 - 2017年6月）